# Comarca
Een comarca (Spaans en Portugees meervoud: comarcas, Catalaans meervoud: comarques) is een traditionele onderverdeling van landsdelen die tegenwoordig gebruikt wordt in Spanje, Portugal, Panama en Brazilië. In het Aragonees spreekt men van redolada. In het Nederlands is dat een "streek" bijvoorbeeld: het Meetjesland, de Vlaamse Ardennen...
Comarca betekent zoiets als het Amerikaanse "county" of het Engelse "shire". De aard en bevoegdheden van comarca's zijn nogal uiteenlopend; in Catalonië hebben ze bestuursverantwoordelijkheden, terwijl Braziliaanse comarca's rechtsgebieden zijn. Panamese comarca's zijn indianenreservaten.

## Etymologie
Comarca is de samensmelting van twee woorden, co (afkorting van cofin) en marca. Cofin betekent binnenin en het andere, mark, dus binnenin een grensgebied.

## Comarca's in Spanje
De provincies van Spanje, die onderdeel zijn van de Spaanse autonome regio's, zijn onderverdeeld in comarca's. De bevoegdheden van een comarca verschillen per regio; in sommige regio's (zoals Catalonië) hebben de comarca's veel bevoegdheden, terwijl ze elders geen enkele bevoegdheid hebben (zoals in Galicië).

## Comarca's in Portugal
In Portugal zijn comarca's nog slechts een territoriale indeling van de justitie. Van de 23 huidige comarca's vallen er 16 geografisch samen met de gelijknamige bestuurlijke districten en twee met de beide autonome regio's Azoren en Madeira. Alleen de beide districten met het grootste aantal inwoners, Lissabon en Porto, zijn verdeeld in respectievelijk drie en twee comarca's.

## Comarca's in Brazilië
In Brazilië is een comarca een territoriaal gebied dat onder een lagere rechtbank valt. Vaak komt het overeen met een gemeente of een groep gemeenten die onder één rechtbank vallen.
In de koloniale tijd was Brazilië onderverdeeld in kapiteinschappen, die in leen werden gegeven aan rijke personen die in eerste instantie als alleenheerser regeerden. Na enige tijd kregen zij een koninklijk bestuursorgaan (releção) boven zich, dat de capitanias onderverdeelde in stadsgemeenten en de meer landelijke comarcas.

## Comarca's in Panama
De vijf comarca's (comarca indígena) in Panama zijn gebieden met een grote indianenbevolking. Drie ervan hebben de status van Panamese provincie: Emberá-Wounaan, Kuna Yala en Ngöbe-Buglé. De andere twee zijn enigszins vergelijkbaar met een gemeente: Kuna de Madugandí in de provincie Panama en Kuna de Wargandí in Darién.